# Vicente Nicasio Renuncio Toribio
Vicente Nicasio Renuncio Toribio (ur. 11 września 1876 w Villayuda, zm. 7 listopada 1936 w Madrycie) – hiszpański duchowny, męczennik, ofiara wojny domowej w Hiszpanii w latach 1936–1939, Błogosławiony Kościoła katolickiego.

## Życiorys
Urodził się 11 września 1876 r. w Villayuda (Hiszpania), a śluby zakonne złożył 8 września 1895. Wyświęcony na kapłana 23 marca 1901 roku i po posłudze duszpasterskiej w różnych hiszpańskich wspólnotach redemptorystów, w 1912 roku został przeniesiony do Sanktuarium Nieustającej Pomocy w Madrycie. 
Kiedy zaczęły się prześladowania, schronił się w domach przyjaciół rodziny. 17 września 1936 został aresztowany przez marksistów i przewieziony do Powiatowego Komisariatu w Komornie. Następnie został wysłany do Generalnej Dyrekcji Bezpieczeństwa, a w końcu do „Cárcel Modelo” w Madrycie, gdzie został schwytany i zabity 7 listopada 1936.

## Beatyfikacja
24 kwietnia 2021 papież Franciszek podpisał dekret uznający męczeństwo Vicentego Nicasio Renuncio Toribio i jedenastu jego towarzyszy, co otwiera drogę do ich beatyfikacji. 
22 października 2022 podczas eucharystii w Catedral de la Almudena miał miejsce uroczysty obrzęd, podczas którego kard. Marcello Semeraro w imieniu papieża Franciszka beatyfikował 12 hiszpańskich męczenników na czele z o. Wincenty Renuncio wpisując ich w poczet błogosławionych Kościoła katolickiego.